# Greg Tate
Gregory Stephen Tate (Dayton, 15 ottobre 1957 – New York, 7 dicembre 2021) è stato uno scrittore, musicista e produttore discografico statunitense.
Il fulcro della sua scrittura è stata la musica e la cultura afroamericana. È un membro fondatore della Black Rock Coalition e il leader dei Burnt Sugar.

## Biografia
Tate è nato e cresciuto a Dayton, in Ohio. Quando aveva 13 anni, la sua famiglia si trasferì a Washington  Attribuisce a Black Music  di Amiri Baraka e Rolling Stone, che ha letto per la prima volta quando aveva 14 anni, il merito di aver stimolato il suo interesse per la raccolta e la scrittura di musica. Da adolescente, Tate ha imparato da solo a suonare la chitarra. Ha frequentato la Howard University, dove ha studiato giornalismo e cinema.
Nel 1982, Tate si trasferì a New York, dove sviluppò amicizie con altri musicisti, tra cui James "Blood" Ulmer e Vernon Reid. Nel 1985 ha co-fondato la Black Rock Coalition con alcuni dei musicisti afroamericani che conosceva che condividevano un interesse comune per la riproduzione di musica rock.
Tate è diventato autore dello staff di The Village Voice nel 1987, un incarico che ha ricoperto fino al 2005. Il suo saggio del 1986 Cult-Nats Meet Freaky Deke per il Voice Literary Supplement è ampiamente considerato come una pietra miliare nella critica culturale dei neri;
I suoi scritti sono stati pubblicati anche su The New York Times, The Washington Post, Artforum, Down Beat, Essence, JazzTimes, Rolling Stone e VIBE. The Source ha descritto Tate come uno dei "padrini del giornalismo hip-hop".
Nel 1999, la Tate ha fondato Burnt Sugar, un ensemble di improvvisazione che varia tra i 13 ei 35 musicisti. Tate ha descritto la band nel 2004 come "una band che volevo ascoltare ma non riuscivo a trovare".]
Tate è stato visit professor di studi africani presso la Brown University e Louis Armstrong Visiting Professor presso il Center for Jazz Studies della Columbia University. Nel 2010 è stata riconosciuto la fellowship nell'associazione United States Artists.

## Opere principali
- Flyboy in the Buttermilk: Essays on Contemporary America, New York, Simon & Schuster, 1992, ISBN 0-671-72965-9.
- Everything But the Burden: What White People Are Taking From Black Culture, New York, Broadway Books, 2003, ISBN 0-7679-0808-2.
- Midnight Lightning: Jimi Hendrix and the Black Experience, Chicago, Lawrence Hill Books, 2003, ISBN 1-55652-469-2.
- Flyboy 2: The Greg Tate Reader, Durham, N.C., Duke University Press, 2016, ISBN 978-0-8223-6180-0.